# Edvardas Mažeikis

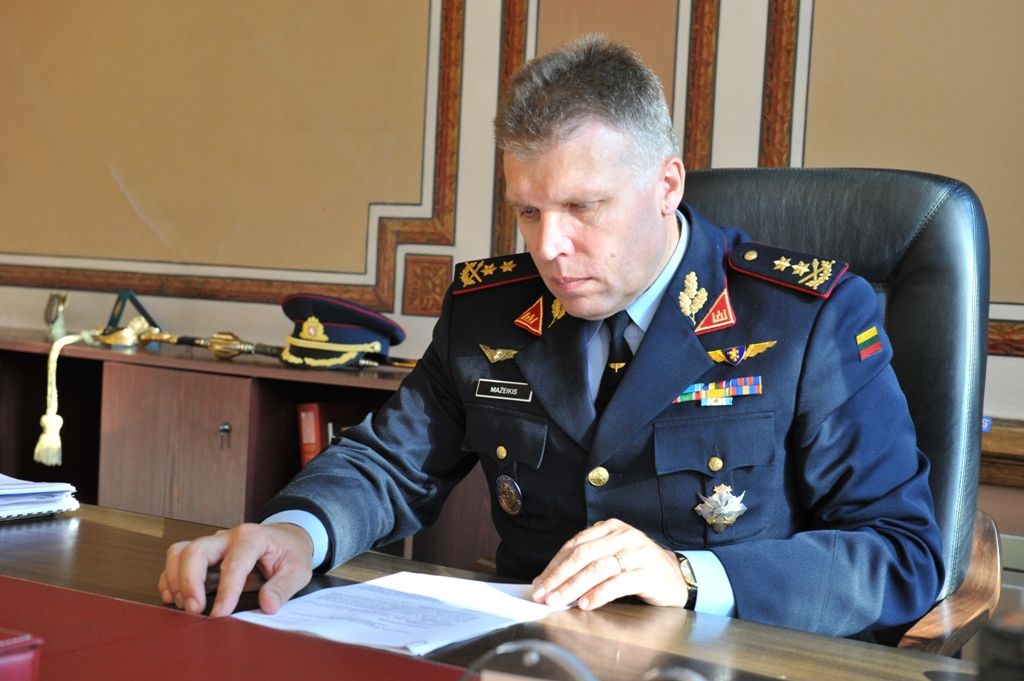
Edvardas Mažeikis, 2011

Edvardas Mažeikis (* 18. November 1961 in Papilė, Rajongemeinde Akmenė) ist ein ehemaliger Pilot und Generalmajor der litauischen Luftstreitkräfte. Von 2014 bis 2018 war er Direktor des NATO Standardization Office.

## Leben
Edvardas Mažeikis wuchs in Papilė im heutigen Litauen (damals als Litauische SSR Teil der Sowjetunion) auf. 
Mažeikis ist verheiratet – mit seiner Frau Auksė hat er zwei Töchter. Neben Litauisch spricht er fließend Englisch, Deutsch und Russisch. Zu seinen Hobbys zählen Lesen sowie Golf-, Schach- und Badmintonspielen.

### Militärische Laufbahn
Beförderungen
sowjetische Streitkräfte
- Leutnant (1983)
- Oberleutnant (1985)
- Hauptmann (1987)
- Major (1991)

litauische Streitkräfte
- Major (1992)
- Oberstleutnant (1995)
- Oberst (2000)
- Brigadegeneral (2004)
- Generalmajor (2011)

Nachdem Edvardas Mažeikis 1983 seine Offiziersausbildung an der die Militärakademie für die Luftfahrt in Tschernihiw als Leutnant abgeschlossen hatte, erfolgte 1985 die Ernennung zum Oberleutnant und 1987 die zum Hauptmann. Im Jahr 1991 wurde er Major und wechselte 1992 von den sowjetischen zu den neu entstehenden litauischen Streitkräften. Hier erfolgte 1995 seine Beförderung zum Oberstleutnant. In den Jahren 1997 bis 2000 war er Kommandant des Fliegerhorst in Šiauliai.
Nachdem er 1997 den Generalstabslehrgang an der Führungsakademie der Bundeswehr in Hamburg absolviert hatte, übernahm er im Jahr 2000 die Führung der litauischen Luftstreitkräfte. Noch im selben Jahr war er in den Rang eines Obersts befördert worden. Das Kommando über die Luftwaffe hatte er (von einer kurzen Unterbrechung 2002/2003 abgesehen) bis 2004 inne. In dieser Zeit absolvierte er ein Masterstudium für Nationale Sicherheit (National security strategy resources) an der National Defense University in Washington D.C. in den USA.
Im Jahr 2004 wurde Mažeikis zum Brigadegeneral befördert. Von 2004 bis 2008 war er in Brüssel als Repräsentant seines Landes bei der NATO und der EU tätig. In den Jahren 2008 bis 2010 war er Kommandant der Militärakademie General Jonas Zemaitis. Im Anschluss daran, war er kurzzeitig als Generalstabschef tätig. Von 2011 bis 2014 übernahm er noch einmal den Posten des Befehlshabers der Luftstreitkräfte und wurde am 28. Juli 2011 von Präsidentin Dalia Grybauskaitė zum Generalmajor befördert. Am 1. Juli 2014 wurde er der erste Direktor des, aus der NATO Standardization Agency hervorgegangenen, NATO Standardization Office (NSO). Am 12. Februar 2018 wurde Mažeikis in die Reserve versetzt und Ende des Monats vom Ungarn Zoltán Gulyás als Direktor des NSO abgelöst.
Mažeikis hat insgesamt etwa 1.500 Stunden Flugerfahrung. Diese sammelte er u. a. bei Einsätzen mit den Flugzeugen Mikojan-Gurewitsch MiG-23, Jakowlew Jak-52, Antonow An-2, Aero L-39 sowie dem Hubschrauber Mil Mi-2.